# CGTN Europe
CGTN Europe is een televisiezender van de Chinese publieke omroep China Central Television. De nieuwszender is onderdeel van CGTN en gericht op kijkers in het werelddeel Europa. Het is de tweede zender van China Central Television die zich richt op een specifiek werelddeel. De eerste zender was CGTN America. Beide zenders zijn Engelstalig.
De zender begon op 8 oktober 2019 met uitzenden. Het kantoor is te vinden in Washington D.C., de hoofdstad van de Verenigde Staten.

## Televisieprogramma's
- Biz Asia Europe
- Europe Now
- The Heat
- CGTN

## Televisiepresentatoren
- Phillip Yin
- Michelle Makori
- Mike Walter
- Elaine Reyes
- Anand Naidoo